# 天体観測館コスモス童夢
天体観測館コスモス童夢（てんたいかんそくかんコスモスどうむ）は、山形県酒田市にある公開天文台。ドーム開閉機構の故障のため令和5年度は休館。建物のの老朽化により、令和5年度終了後に閉館の予定だったため、1年前倒しで、実質上の閉館。

## 概要
※出典：

### 開館時間
- 月曜日 - 木曜日 閉館日
- 金曜日 夜間開館 19:30 - 21:30（入館は21:00まで）、19:00 - 21:00（10月以降）
- 土曜日 昼間開館 11:00 - 17:00（入館は16:30まで）、10:00～16:00（11月以降）
- 夜間開館 19:30 - 21:30（入館は21:00まで）、19:00 - 21:00（10月以降）
- 日曜日・祝日 昼間開館 11:00 - 17:00（入館は16:30まで）、10:00 - 16:00（11月以降）

### 料金
- 【個人】

一般・大学生：110円 / 1回（年間入館券：520円）
小・中・高校生：50円 / 1回
- 【団体】20名以上

一般・大学生：90円 / 1回
小・中・高校生：40円 / 1回
※【個人・団体利用共通】小学生未満は無料

## 機材
※出典：
- カセグレン式50cm反射望遠鏡（ASCO SG500旭精光製フォーク型赤道儀）
- タカハシ製 FC-100（太陽観望用にSG500に同架）
- FC-100（EM-10赤道儀）
- MT-160（EM-200赤道儀）
- ミューロン180（EM-1赤道儀）
- イプシロン160（EM-200赤道儀）
- コロナド製 ソーラーマックス60（太陽観望用にSG500に同架）
- 双眼鏡フジノン製 25×150ED（酒田市眺望用）

## アクセス
- JR余目駅から車で約15分
- 日本海東北自動車道・酒田ICから車で約35分